# Opatowiec
Opatowiecⓘ é um município no sudeste da Polônia. Pertence à voivodia da Santa Cruz, no condado de Kazimierza. É a sede da comuna urbano-rural de Opatowiec.
Estende-se por uma área de 5,5 km², com 307 habitantes, segundo o censo de 31 de dezembro de 2024, com uma densidade populacional de 56 hab./km².
Opatowiec teve os direitos de cidade entre 1271 e 1869 e os obteve novamente em 2019, tornando-se a menor cidade em população da Polônia. Em 2024, tinha uma população de 308 habitantes e registrou a terceira maior diminuição percentual da população em comparação com o ano anterior (- 2,92%).

## Localização
Opatowiec está localizada na região de Ponidzie, na Área de Paisagem Protegida de Košice-Opatowiec. Situa-se na margem esquerda do rio Vístula, em frente à foz do rio Dunajec. A cidade está situada a aproximadamente 10 km a sudoeste de Nowy Korczyn, 18 km a leste de Kazimierza Wielka e cerca de 65 km ao sul de Kielce.
A estrada nacional n.º 79, de Varsóvia a Bytom, passa pela cidade.

## História

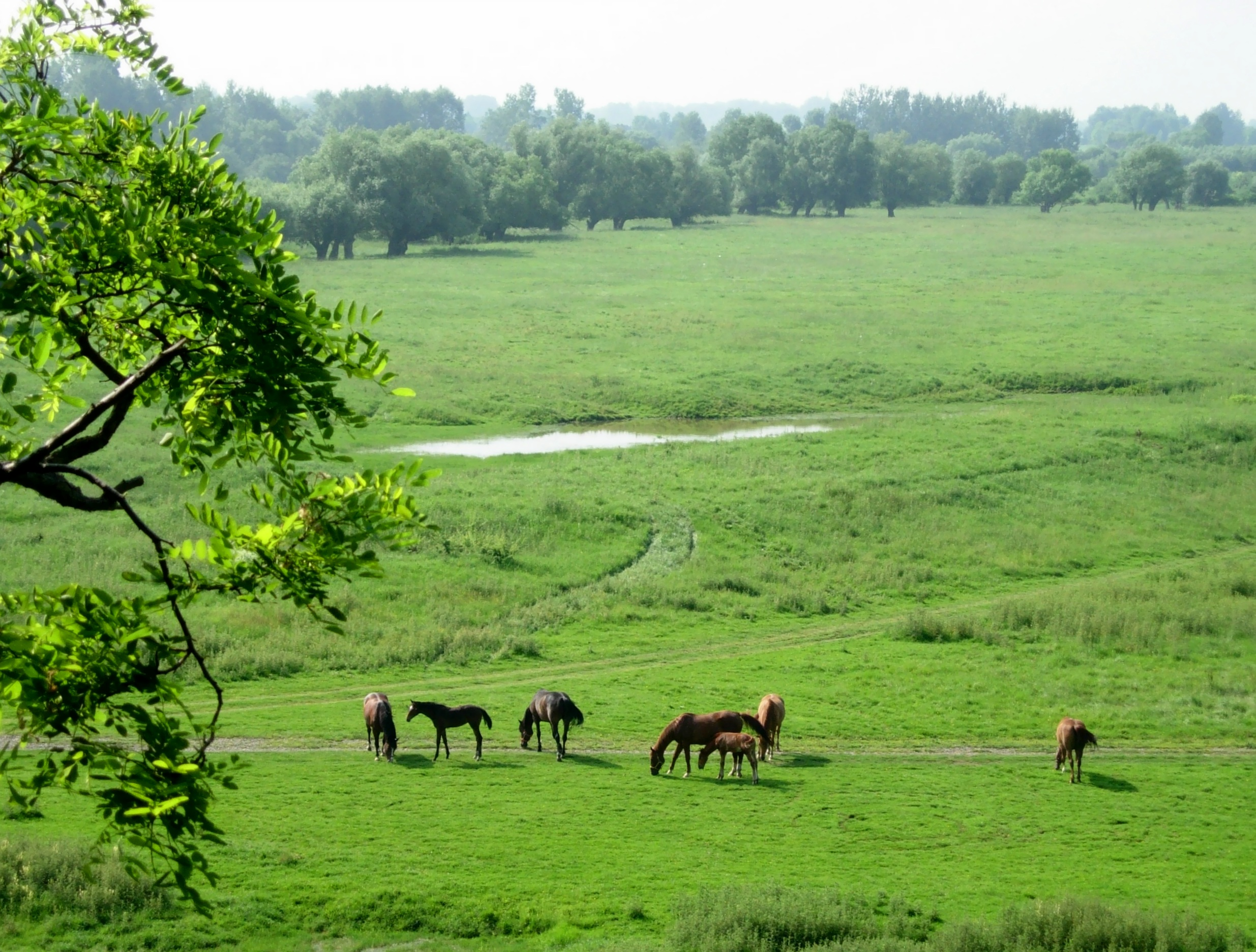
Paisagem em torno de Opatowiec

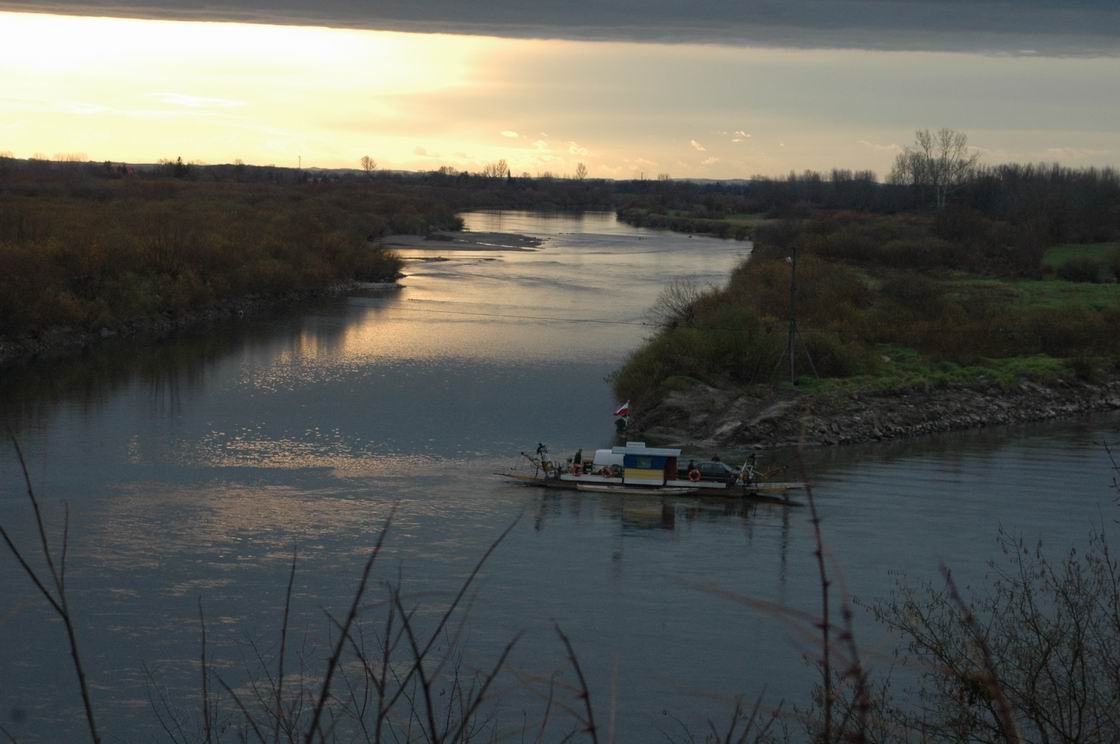
Balsa atravessando o rio Vístula em Opatowiec

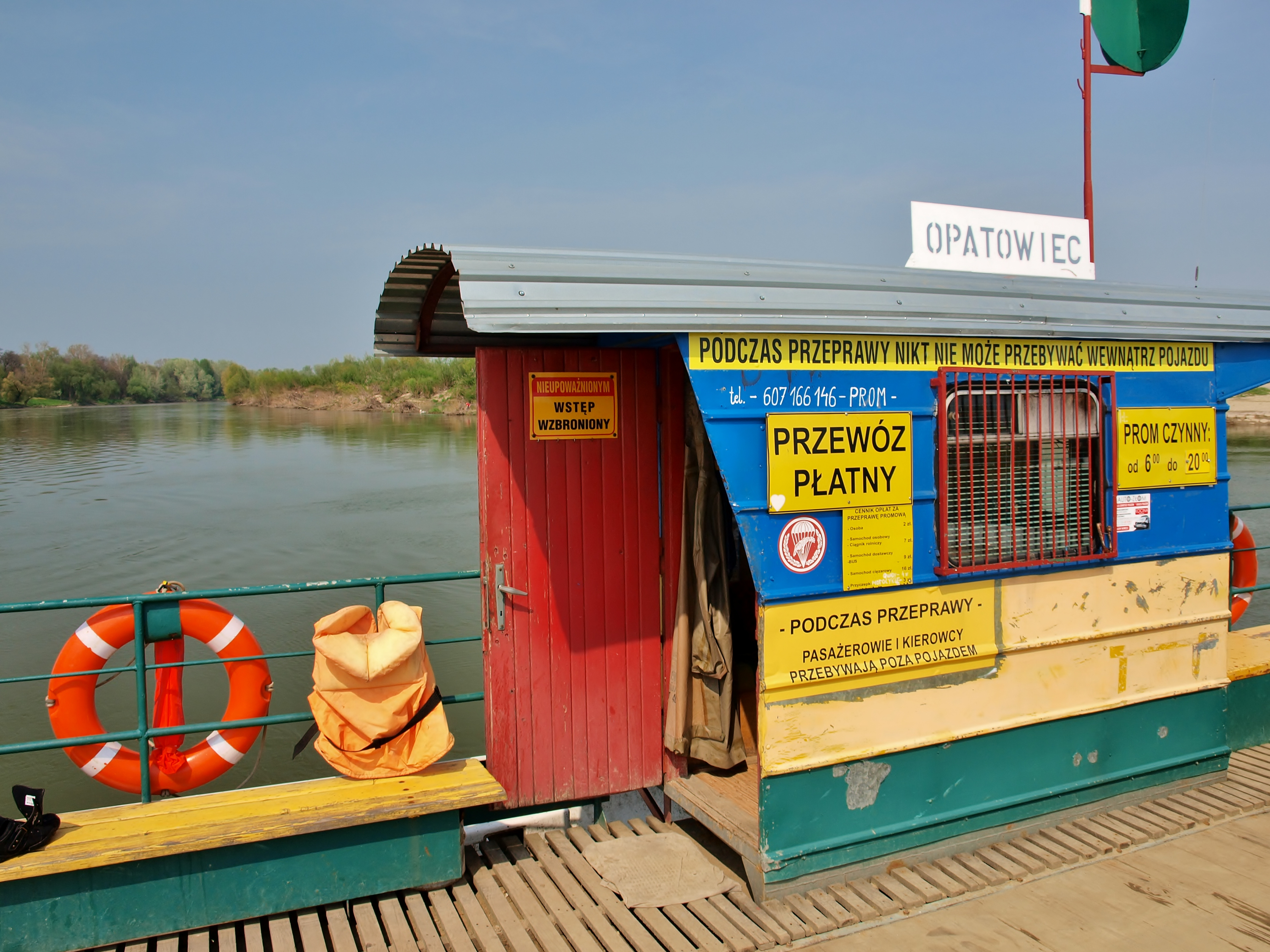
Balsa no rio Vístula

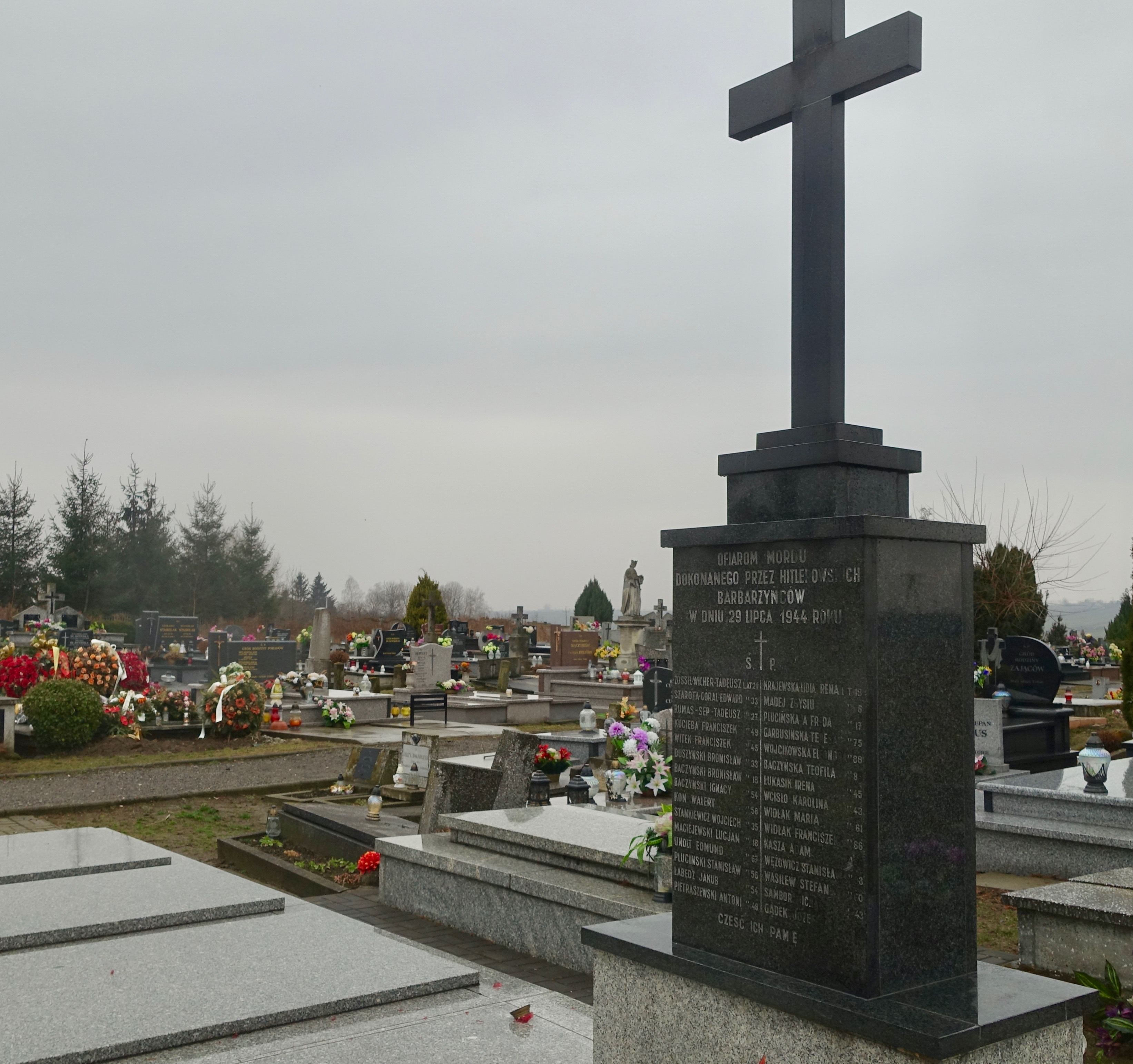
Sepultura das vítimas de 29 de julho de 1944

A primeira menção a Opatowiec vem do século XI. Em 1085, Judite da Boêmia, esposa de Ladislau I Herman, doou a vila à abadia beneditina de Tyniec. Em 1271, o príncipe Boleslau V, concedeu à vila os direitos de cidade a pedido do abade Modliboga. Opatowiec estava localizada na rota da Silésia para a Rússia de Quieve e próxima ao cruzamento do rio Vístula, o que favorecia o rápido desenvolvimento do comércio.
Em 1283, o abade de Tyniec, Tomasz, fundou um mosteiro dominicano aqui. Em 1341, o rei Casimiro, o Grande, concedeu à cidade o direito a uma feira. Opatowiec tinha 1 270 habitantes durante o reinado de Casimiro. Em 1411, Ladislau II Jagelão libertou as pessoas da cidade da obrigação de fornecer cavalos para as necessidades do governante ou de seu povo. Em 1468, Casimiro IV Jagelão ampliou as liberdades da cidade e, em 1470, deu a Opatowiec uma segunda feira. Em 1474, um congresso da nobreza da Pequena Polônia ocorreu aqui para anunciar uma milícia comum no caso de guerra com Matias I da Hungria. No mesmo ano, o rei recebeu deputados e emissários venezianos do xá persa em Opatowiec sobre a guerra com os turcos.
Em 1500, em Opatowiec, na igreja paroquial, o bispo de Cracóvia, Fryderyk Jagiellończyk, fundou uma irmandade literária, reunindo homens que sabiam ler. Havia banhos na cidade e um hospital para pessoas pobres fundado por João I Alberto. Em 1553, uma corporação de ofício comum foi criada reunindo artesãos de várias profissões, incluindo ferreiros, serralheria, oleiros e tanoeiros. Em 1579, havia 55 oficinas de mestrado aqui. Havia 4 fábricas na cidade. Em 1639, o rei Vladislau IV Vasa concedeu à Opatowiec o direito de mais 4 feiras.
A cidade declinou no século XVII após a invasão sueca. Opatowiec, destruída pelos suecos em 1673, tinha apenas 241 habitantes. Em 1772, quando após a Primeira Partição da Polônia, a abadia em Tyniec se tornou parte da partição austríaca, Opatowiec se tornou propriedade do governo. No mesmo ano, ela foi vendida para a família Walewski. Em 1792, Romuald Walewski concedeu à cidade o direito a uma feira semanal, mas após as partições o mercado em Opatowiec perdeu seu significado. Em 1862, a cidade tinha apenas 67 casas e 459 habitantes (incluindo 35 judeus). Em 1869, Opatowiec perdeu os direitos de cidade.
O povoado foi severamente danificado durante a Primeira Guerra Mundial e novamente, duas vezes durante a Segunda Guerra Mundial. Em 1939, Opatowiec foi incendiada. Em 8 de setembro de 1939, os soldados da Wehrmacht mataram 45 prisioneiros poloneses aqui. Em 28 de julho de 1944, em Opatowiec, ocorreu uma luta entre as tropas do Exército Nacional e os proprietários, seguida pela pacificação na vila nazista. Um departamento de polícia auxiliar recrutado pelos alemães na Ucrânia assassinou 31 pessoas, incluindo crianças de seis anos. No total, os nazistas incendiaram cerca de 30 prédios, 10 pessoas foram queimadas vivas. Foi publicada em 2018 uma monografia sobre a história das unidades do Exército Nacional que lutaram durante os últimos meses da Segunda Guerra Mundial nas proximidades de Pińczów e Opatowiec, por Józef Belski, foi publicada em 2018.
Em 29 de julho de 2012, ocorreu a inauguração e a consagração cerimonial do Relógio e da Torre Helena em Opatowiec. Em 2014, a comuna de Opatowiec publicou uma monografia ilustrada da comuna. Em julho de 2018, foram realizadas consultas públicas sobre a concessão dos direitos de cidade. Em 1 de janeiro de 2019, Opatowiec recuperou seus direitos municipais, tornando-se, com 338 habitantes, a menor cidade da Polônia.

## Consulta local sobre a classificação da cidade (2018)

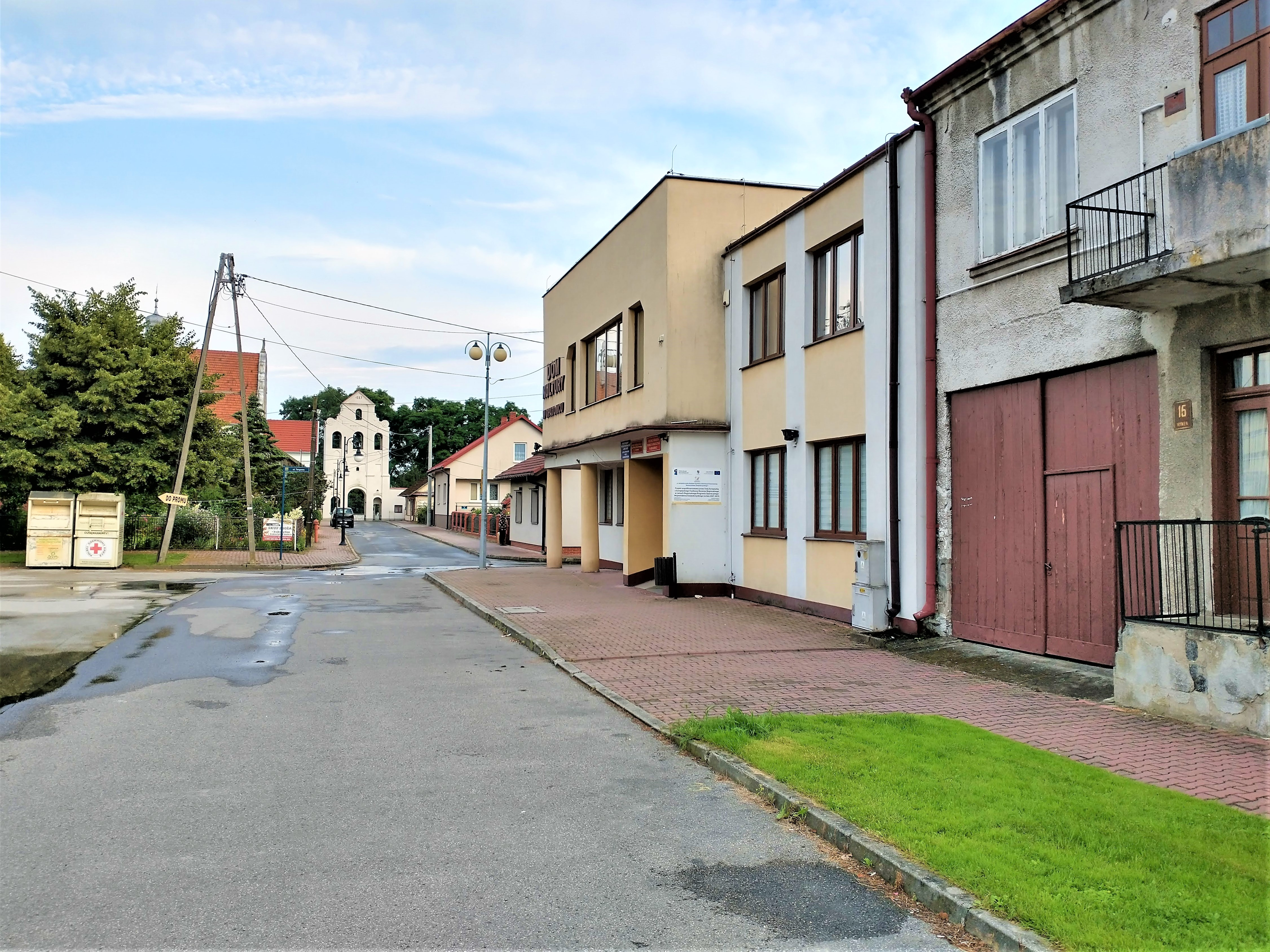
Parte da praça principal

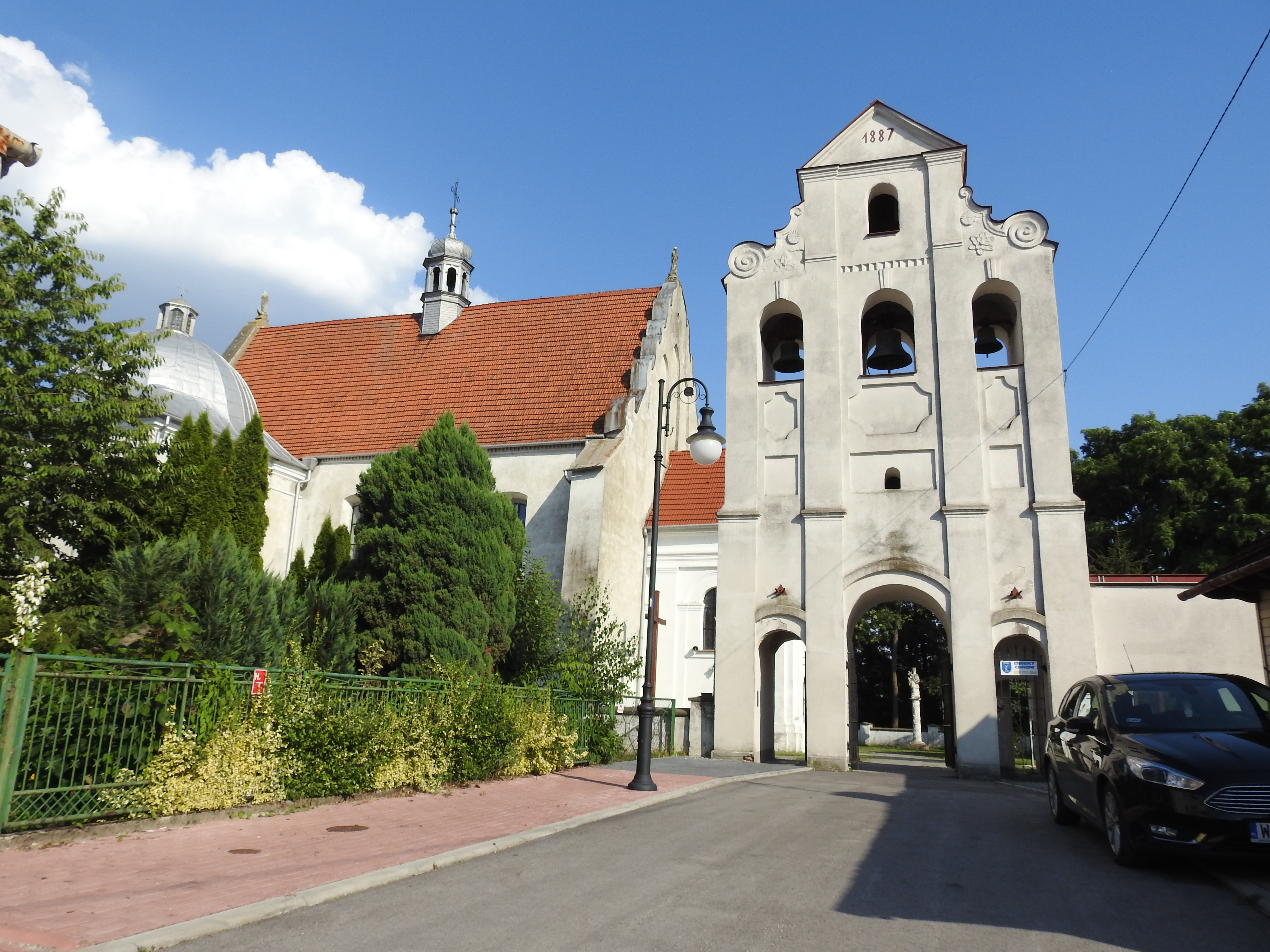
Rua da igreja — torre do sino e igreja gótica

O Conselho da Comuna de Opatowiec adotou, em 28 de março de 2018, uma resolução (na forma de um apelo) sobre a restauração dos direitos de cidade para cidades privadas deles como resultado da repressão czarista. O apelo implica ignorar todos os procedimentos em vigor a esse respeito para “comemorar a luta heroica dos insurgentes poloneses, reparar os danos causados até agora e celebrar o 100.º aniversário da reconquista da independência pelo Estado polonês e o 155.º aniversário da eclosão da Revolta de Janeiro”. O apelo foi enviado ao Ministério do Interior e da Administração, em consequência do qual o Ministro decidiu iniciar o procedimento relativo à concessão da classificação de cidade a Opatowiec, solicitando ao Conselho Municipal que apresentasse um parecer precedido de consultas aos habitantes.
Em 21 de junho de 2018, o Conselho da Comuna adotou uma resolução para iniciar o procedimento relacionado à concessão da classificação de cidade a Opatowiec e a consulta pública foi realizada de 16 a 25 de julho de 2018. Os resultados foram os seguintes:
- Comuna de Opatowiec (comparecimento de 55,80% = 1 645 pessoas) — a favor, 89,24%, contra, 4,92%; abstenções, 5,84%;
- Aldeia de Opatowiec (comparecimento de 67,96% = 193 pessoas) — a favor, 98,45%, contra, 1,04%; abstenções, 0,52%;
- Comuna de Opatowiec sem a aldeia de Opatowiec (comparecimento de 54,50% = 1 452 pessoas) — a favor, 88,02%, contra, 5,44%; abstenções, 6,54%.[18]

Em 16 de agosto, o pedido foi enviado ao Ministério do Interior e da Administração. Durante a visita do deputado Michał Cieślak a Opatowiec em 20 de setembro, o assunto da restauração dos direitos municipais de Opatowiec foi levantado. O deputado destacou que o procedimento já foi concluído, toda a documentação está com o primeiro-ministro e, conforme as últimas informações do Ministério de Assuntos Internos e Administração, há uma grande probabilidade de que esse ato seja solenizado no 100.º aniversário da recuperação da independência, com efeito, a partir de 1 de janeiro de 2019. Em 1 de janeiro de 2019, a classificação de cidade foi restaurada.

## Divisão administrativa
| Nome            | Tipo            |
| --------------- | --------------- |
| Krakowska Ulica | parte da cidade |
| Legatka         | parte da cidade |
| Przedmieście    | parte da cidade |

## Demografia
Conforme os dados do Escritório Central de Estatística da Polônia (GUS) de 31 de dezembro de 2024, Opatowiec é uma cidade muito pequena com uma população de 307 habitantes (51.º, último lugar na voivodia de Santa Cruz e 1020.º, último lugar na Polônia), tem uma área de 5,5 km² (43.º lugar na voivodia de Santa Cruz e 839.º lugar na Polônia) e uma densidade populacional de 56 hab./km² (50.º, último lugar na voivodia de Santa Cruz e 998.º lugar na Polônia). Entre 2019–2024, o número de habitantes diminuiu 9,2%.
Os habitantes de Opatowiec constituem cerca de 0,97% da população do condado de Kazimierza, constituindo 0,03% da população da voivodia de Santa Cruz.
| Descrição                         | Total      | Total   | Mulheres   | Mulheres | Homens     | Homens  |
| --------------------------------- | ---------- | ------- | ---------- | -------- | ---------- | ------- |
| unidade                           | habitantes | %       | habitantes | %        | habitantes | %       |
| população                         | 307        | 100     | 169        | 55,0     | 138        | 45,0    |
| área                              | 5,5 km²    | 5,5 km² | 5,5 km²    | 5,5 km²  | 5,5 km²    | 5,5 km² |
| densidade populacional (hab./km²) | 56         | 56      | 30,8       | 30,8     | 25,2       | 25,2    |

## Monumentos históricos

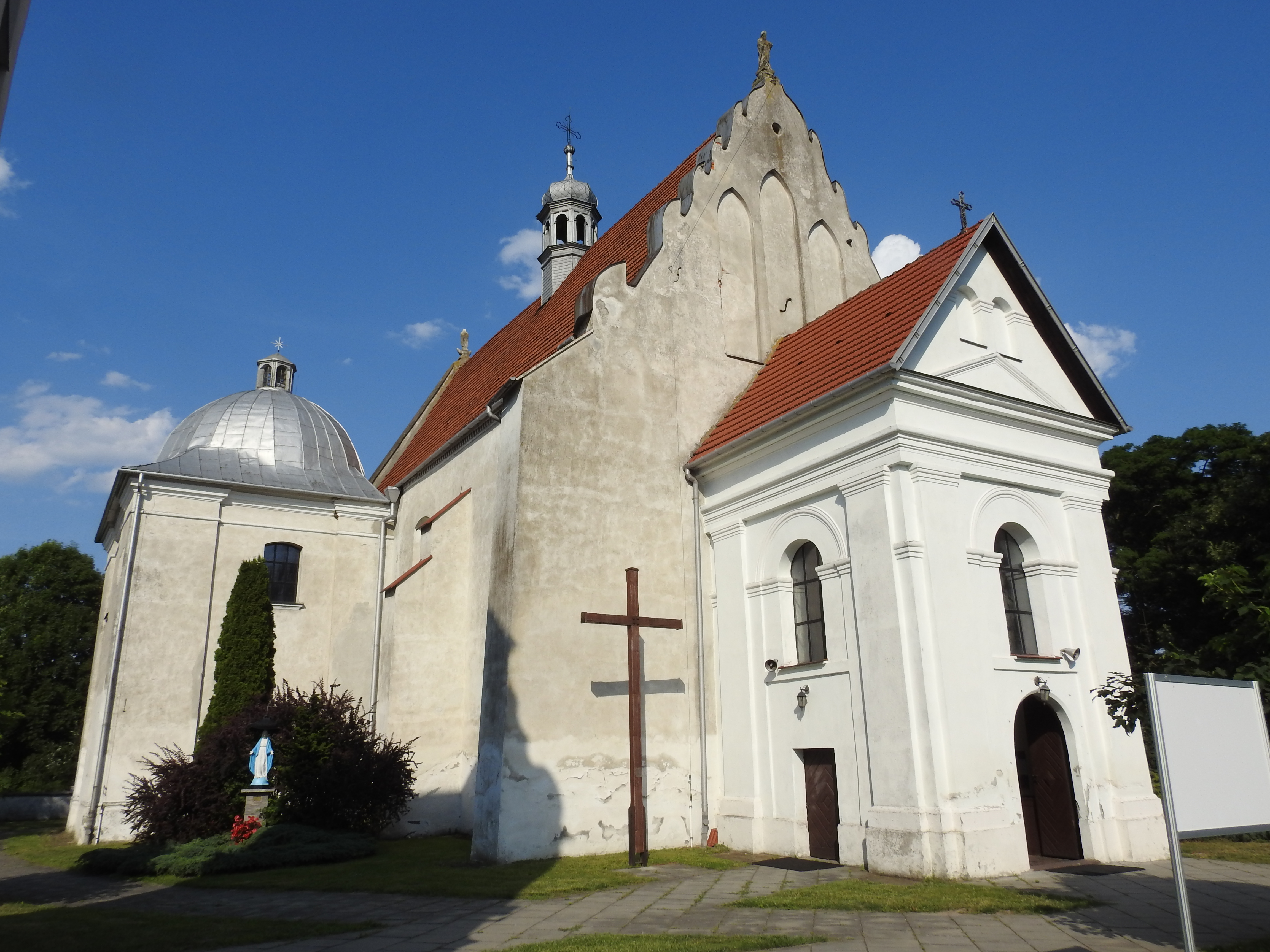
Igreja gótica de Santiago Maior

- Igreja pós-dominicana de Santiago Maior,[26] erguida no final do século XV no lugar da igreja parcialmente de madeira de São Jacinto de 1283; da primeira metade do século XVII, o templo foi reconstruído no estilo barroco; a igreja é composta por uma nave com dependências (vestíbulo e capela do Rosário), cercada por uma parede reta do presbitério e da sacristia; a nave e o presbitério são cobertos por uma abóbada de berço com lunetas; as paredes externas da igreja são apoiadas por contrafortes; o templo tem um telhado de duas águas com uma torre barroca, o telhado da nave é fechado entre dois gabletes triangulares com recessos ogivais; na arcada da parede oriental do presbitério, há um baixo-relevo barroco representando Jesus carregando a cruz; o altar-mor e os altares laterais são do século XIX; no altar principal, há uma imagem de São Jacob; a mobília da igreja barroca e no estilo rococó; adjacente à nave fica a Capela do Rosário, coberta por uma cúpula com uma lanterna; dentro da capela existem pinturas dos séculos XVII e XIX; no altar da capela, há uma imagem da Virgem Maria com o Menino Jesus, do século XVII.[27]
- Duas imagens barrocas do século XVIII estão no cemitério da igreja.
- Cemitério da Primeira Guerra Mundial.[27]

## Esportes
As primeiras notícias sobre o movimento organizado do esporte amador em Opatowiec são de 1938 e 1939, quando o time de futebol local disputou partidas amistosas com o time de Košice. Durante os anos de ocupação nazista, essa atividade não cessou, apesar do fato de haver uma proibição absoluta de reunir e praticar formas organizadas de esporte sob a pena de remoção para um campo de concentração e até pena de morte. Apesar desses rigores, também foram organizadas partidas clandestinas nas cidades vizinhas de Kazimierza Wielka, Proszowice e Nowy Brzesko.
Imediatamente após a libertação da Polônia, os jovens da área rural foram quase completamente privados de praticar esportes devido à falta de equipamento. O Conselho de Esportes Rurais da Associação Camponesa de Autoajuda, fundada em 1949, estimulou o desenvolvimento do esporte no campo. A resolução do Comitê Principal de Cultura Física de 19 de abril de 1952 permitiu igualar parcialmente o esporte rural à cidade. Foi criada uma associação - Times de Esportes Populares, que constituiriam um estágio mais alto no desenvolvimento da cultura física e do esporte no campo. Nesta base, o Klub Sportowy Wisła foi fundado em Opatowiec e sobreviveu até o final da década de 1980.